# Charlotte Cleverley-Bisman
Charlotte Lucy Cleverley-Bisman (sinh ngày 24 tháng 11 năm 2003) là một đứa trẻ được biết đến là gương mặt đại diện cho chiến dịch New Zealand nhằm khuyến khích tiêm chủng chống lại bệnh não mô cầu sau khi mắc và sống sót sau bệnh nhiễm trùng huyết viêm não mô cầu nghiêm trọng. Cô bé được các đồng nghiệp New Zealand đặt biệt danh là "Em bé kỳ diệu Charlotte" do xuất hiện trên các tiêu đề báo chí trên toàn thế giới sau khi hồi phục sau một loạt các biến chứng đe dọa tính mạng. Cô bé là con gái của Pam Cleverley và Perry Bisman. cô bé bị cả bốn chi bị cắt cụt một phần ở tuổi bảy tháng do bệnh viêm màng não mô cầu, một bệnh lây truyền có thể giảm do miễn dịch cộng đồng.